# 賀茂村 (愛知県東加茂郡)
賀茂村（がもむら）は、かつて愛知県東加茂郡にあった村。
昭和の大合併で足助町に編入され、現在の豊田市の一部である。
旧・足助町の東部に該当する山間部の村であった。

## 沿革
- 江戸時代末期、この地域は三河国加茂郡であり、奥殿藩領、吉田藩領、旗本領などであった。
- 1878年（明治11年） -
  - 加茂郡が東加茂郡と西加茂郡に分離される。
  - 大地沢村と安代村が合併し、豊岡村となる。
  - 大井村と南細田村が合併し、福知村となる。
  - 玉ヶ瀬村と永野村が合併し、玉野村となる。
  - 菅田和村と八桑村が合併し、新盛村となる。
  - 東丹波村と上貝戸村が合併し、二タ宮村となる。
  - 市ヶ瀬村、須田村、足原村が合併し、竜岡村となる。
- 1889年（明治22年）10月1日 - 豊岡村、二タ宮村、竜岡村、千野村、菅生村、桑田和村、怒田沢村、川面村、五反田村、上八木村、新盛村、玉野村、福知村、林間村、越田和村、千田村、北小田村、久木村が合併し、賀茂村となる。
- 1893年（明治26年）2月3日 - 賀茂村の一部[3]が分立し、大和村となる。
- 1906年（明治39年）5月1日 - 賀茂村、伊勢神村、金沢村[4]が合併し、賀茂村となる。
- 1955年（昭和30年）4月1日 - 足助町、盛岡村、賀茂村、阿摺村が合併し、足助町となる。

## 学校
- 賀茂村立賀茂中学校（足助町立東部中学校に校名変更後、1967年に足助町立足助中学校に統合。）
- 賀茂村立賀茂中学校明和分校（足助町立東部中学校明和分校に校名変更後、1962年以前に廃校）
- 賀茂村立萩野小学校（現・豊田市立萩野小学校）
- 賀茂村立明和小学校（現・豊田市立明和小学校）
- 賀茂村立御内小学校（1987年に足助町立足助小学校に統合）
- 賀茂村立大多賀小学校（1987年に足助町立明和小学校に統合）
- 賀茂村立椿立小学校（1995年に足助町立足助小学校に統合）